# Corse a Longchamp
Corse a longchamp (Les Courses à Longchamp) è un dipinto a olio su tela del pittore francese Édouard Manet, realizzato nel 1867 e conservato all'Art Institute of Chicago.

## Descrizione
L'opera presenta decise tangenze con l'œuvre di Edgar Degas, altro pittore che si ispirava alla vita quotidiana dei suoi contemporanei mostrando una naturale predilezione per le corse di cavalli, svago divertente eppure caduco nella sua rapidità. I campi da corsa si snodavano lungo il Bois de Boulogne, alla periferia occidentale di Parigi, ed erano un luogo di socializzazione molto alla moda.
Non solo il soggetto del dipinto è moderno, bensì anche il suo formato compositivo. Il punto di vista di Manet, infatti, non appartiene alla folla, individuata oltre le staccionate nella sua palpitante festosità, bensì a un personaggio collocato idealmente nel bel mezzo della pista. In questo modo i cavalli sembrano correre verso di lui, e trasmette all'osservatore la frenetica sensazione di essere presente all'avvenimento, complice anche la staccionata che viene prolungata sino all'angolo in basso a sinistra. Fatta eccezione per pochi dettagli l'intera scena è appena abbozzata, secondo un effetto voluto «di fuori fuoco» che accentua la dinamica esplosività dei cavalli galoppanti.
La stesura pittorica, che indugia anche sulle nuvole in corsa nel cielo e sul polverone alzato dalla corsa dei cavalli, è molto compendaria, e ciò unito al formato abbastanza piccolo della tela (che si estende per soli 0.37 m2) fa pensare che in realtà Manet avesse dipinto Corse a Longchamp come studio per un'opera di dimensioni maggiori, mai realizzata.